# Skarbiciesz
Skarbiciesz (prononciation : [skarˈbit͡ɕeʂ]) est un village polonais de la gmina de Jeziorzany dans le powiat de Lubartów de la voïvodie de Lublin dans l'est de la Pologne.
Il se situe à environ 25 kilomètres au nord-ouest de Lubartów (siège du powiat) et 45 kilomètres au nord de Lublin (capitale de la voïvodie).
Le village comptait approximativement une population de 67 habitants en 2010.

## Histoire
De 1975 à 1998, le village est attaché administrativement à l'ancienne Voïvodie de Lublin.

Depuis 1999, il fait partie de la nouvelle voïvodie de Lublin.